# アントン・コービン
アントン・コービン（オランダ語読みではアントン・コルバイン、オランダ語: Anton Corbijn, 1955年5月20日 - ）は、オランダ生まれのロック・フォトグラファー、映画監督。U2、デヴィッド・ボウイ、ビョークらを撮影し続けてきた。ロンドン在住。

## 経歴
高校時代に音楽を通じて写真の魅力に目覚めたという。1972年野外コンサートで父親のカメラを借り写真を撮った後、ステージ写真からポートレート写真に進んだ。
1979年からはロンドンに住居を構え、最も影響力のあるポートレート写真家の1人として、広く世界から認められている。
これまでにコービンの被写体となったのは、前述のU2らを除き、マイルス・デイヴィス、フランク・シナトラ、クリント・イーストウッド、キャメロン・ディアス、ウィリアム・S・バロウズ、トム・ウェイツ、アレン・ギンズバーグ、イザベラ・ロッセリーニ、ナオミ・キャンベルなどである。
また、1983年に写真家として初めてスチール写真とビデオを組み合わせた作品を作って以来、U2、デペッシュ・モード、ジョニー・キャッシュ、マーキュリー・レヴ、ニルヴァーナ、メタリカ、ニック・ケイヴ、ザ・キラーズなど、約80本に及ぶミュージック・ビデオの監督も行った。デペッシュ・モードに関してはアルバムのジャケットデザインやコンサートの演出を長年にわたり手がけている。
近年では、夭折したジョイ・ディヴィジョンのメンバー、イアン・カーティスの生涯を描いたドラマ『コントロール』で映画監督デビューを果たす。監督第1作目ながら第60回カンヌ国際映画祭カメラ・ドール（特別表彰）や英国インディペンデント映画賞など、名だたる映画賞にて高い評価を集めている。

## フィルモグラフィー

### 映画
- JOY DIVISION ジョイ・ディヴィジョン Joy Division （2007年） - 出演
- コントロール Control （2007年） - 監督・製作
- ラスト・ターゲット The American （2010年） - 監督
- アントン・コービン 伝説のロック・フォトグラファーの光と影 Anton Corbijn Inside Out （2012年） - 出演
- 誰よりも狙われた男 A Most Wanted Man  （2014年） - 監督
- ディーン、君がいた瞬間 Life （2015年） - 監督
- Spirits in the Forest （2019年） - 監督
- ヒプノシス レコードジャケットの美学 Squaring the Circle (The Story of Hipgnosis) （2023年） - 監督

## 関連文献
- Gandert, Sean (2007年10月19日). “Catching Up With... Anton Corbijn”. Paste. 2016年4月7日閲覧。
- Jeffries, Stuart (2010年11月25日). “Anton Corbijn: 'I know just enough not to look stupid'”. The Guardian. 2016年4月7日閲覧。